# Vysočany (Slovacchia)
Vysočany (in ungherese: Viszocsány) è un comune della Slovacchia facente parte del distretto di Bánovce nad Bebravou, nella regione di Trenčín.